# ゼタ公国

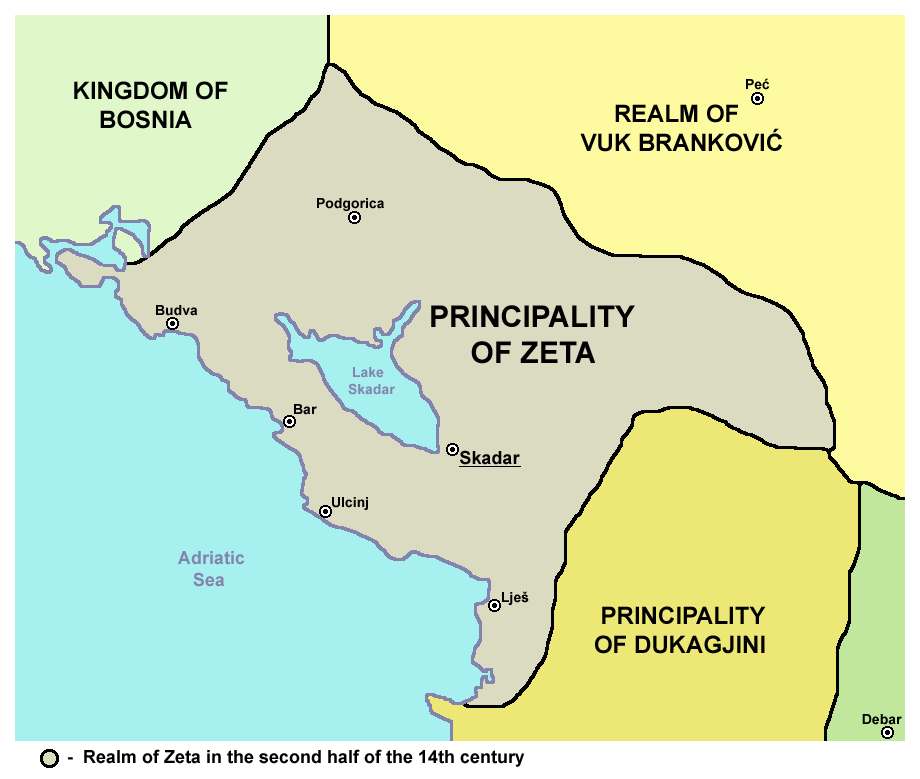
14世紀末のゼタ公国（PRINCIPALITY OF ZETA）

ゼタ公国 (セルビア語: Кнежевина Зета; Montenegrin: Knjaževina Zeta) は、中世後期にシュコダル湖周辺、現在のモンテネグロ南部とアルバニア北部にあたる領域を支配していた公国の史学上の呼称である。ゼタは元々セルビア帝国の帝冠領であったが、その衰亡に伴い1360年代以降にバルシッチ家（House of Balšić）が自立した。公国はバルシッチ家、ラザレヴィチ家（House of Lazarević）、ツルノイェヴィチ家（House of Crnojević）が順に継承し、15世紀末にオスマン帝国に征服された。

## バルシッチ家のゼタ公
- バルシャ1世 (1356年–1362年)
- ジュラジ1世 (1362年–1378年)
- バルシャ2世 (1378年–1385年)
- ジュラジ2世 (1385年–1403年)
- バルシャ3世 (1403年–1421年)

## セルビア専制公国の支配
- スティエパン・ラザレヴィチ (1421年–1427年)
- ジュラジ・ブランコヴィチ (1427年–1451年)

## ツルノイェヴィチ家のゼタ公
- スティエパン1世ツルノイェヴィチ (1451年–1465年)
- イヴァン・ツルノイェヴィチ (1465年–1490年)
- ジュラジ・ツルノイェヴィチ (1490年–1496年)
- スティエパン2世ツルノイェヴィチ (1496年–1498年)